# Жихарский, Виктор Андреевич
Виктор Андреевич Жихарский (18 декабря 1905, Харьков — 6 июля 1979, Черновцы) — советский украинский театральный актёр. Заслуженный артист Украинской ССР (1949).

## Биография
Родился в 1905 году в Харькове.
В 1924–1926 годах учился в Харьковском музыкально-драматическом институте.
До войны был актёром харьковских театров: «Березиль» (1926–1929), передвижного театра (1929–1931), театра Революции (1931–1940).
Участник Великой Отечественной войны с августа 1941 года, красноармеец-артиллерист, 2-й номер расчёта орудия в 817-м артполку 293-й стрелковой дивизии. В конце февраля 1943 года при форсировании реки Миус был тяжело ранен, комиссией признан инвалидом 2-й группы, демобилизован. Награждён Орденом Славы III степени (6 августа 1946 г., за подвиг февраля 1943 года).
После войны — с 1941 года и до своей смерти 1979 году — актёр Черновицкого украинского музыкально-драматического театра им. О.Кобылянской.
По совместительству работал режиссёром народных театров в Черновцах, руководителем студенческого театра Черновицкого университета.
В кино исполнил только две роли: вторую роль в фильме 1954 года «Над Черемошем» и главную роль в фильме 1967 года «Волчица».